# Manfred T. Reetz

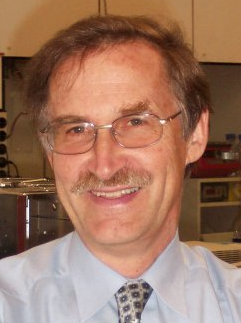
Manfred T. Reetz

Manfred Theodor Reetz (* 13. August 1943 in Hirschberg im Riesengebirge, Schlesien) ist ein deutscher Chemiker und Professor für Organische Chemie.

## Leben und Werk
Reetz wurde 1943 in Hirschberg geboren und wanderte 1952 in die USA aus. Er studierte Chemie an der Washington University (Bachelor, 1965) und University of Michigan (Master, 1967). Im Jahr 1969 wurde er an der Universität Göttingen bei Ulrich Schöllkopf promoviert. Nachdem er von 1971 bis 1972 Postdoktorand an Universität Marburg bei Reinhard W. Hoffmann gewesen war, habilitierte er sich dort im Jahr 1974.
Er war 1978 Gastprofessor an der University of Wisconsin in Madison (USA). Von 1978 bis 1980 wurde er Professor für Organische Chemie an der Universität Bonn. Danach wirkte er als Lehrstuhlinhaber wirkte Reetz bis 1991 an der Universität Marburg. In den Jahren 1989 und 1990 war er Gastprofessor an der Florida State University (USA). Reetz wechselte 1991 als Direktor an das Max-Planck-Institut für Kohlenforschung in Mülheim an der Ruhr, wo er entscheidend die Strukturen bestimmte, zugleich war er von 1992 bis 2010 Honorarprofessor an der Ruhr-Universität Bochum. Am Max-Planck-Institut war er von 1993 bis 2002 Geschäftsführender Direktor. 1995 war Reetz Vizepräsident der Gesellschaft Deutscher Chemiker (GDCh). Seit 1. September 2011 hat er Emeritus-Status und die Hans-Meerwein-Forschungsprofessur an der Universität Marburg inne. Nebenher ist er weiterhin externer Gruppenleiter des Max-Planck-Instituts für Kohlenforschung.

## Stipendien und Preise (Auswahl)
Bereits kurz nach der Habilitation wurde Reetz mit dem in Fachkreisen angesehenen Dozentenstipendium des Fonds der Chemischen Industrie im Verband der Chemischen Industrie (VCI) ausgezeichnet. Mit dem Chemie-Preis der Akademie der Wissenschaften zu Göttingen und dem Otto-Bayer-Preis der Bayer AG wurde er ebenfalls geehrt. Die Deutsche Forschungsgemeinschaft zeichnete Reetz 1989 mit dem hochrangigen Leibniz-Preis der DFG aus. 2002 wurde er mit dem Centenary Prize der Royal Society of Chemistry in London, UK, ausgezeichnet. Der Karl-Ziegler-Preis der Gesellschaft Deutscher Chemiker (GDCh) wurde Reetz 2005 verliehen. 2007 erhielt er den Ruhrpreis für Kunst und Wissenschaft. Reetz wurde als Mitglied mehrerer wissenschaftlicher Akademien berufen: Deutsche Akademie der Naturforscher Leopoldina (im Jahr 1997), Nordrhein-Westfälische Akademie der Wissenschaften und Königlich-Niederländische Akademie der Wissenschaften. Außerdem ist Reetz seit 2007 Professor h.c. am Shanghai Institute of Organic Chemistry in China. 2011 erhielt er den mit 50.000 € dotierten Otto-Hahn-Preis für seine Arbeiten an der Katalyse, zudem verlieh ihm die Johann Wolfgang Goethe-Universität Frankfurt am Main die Ehrendoktorwürde. 2011 erhielt er den Tetrahedron-Preis.
Manfred Reetz wurde 2012 mit dem renommierten japanischen IKCOC-Preis ausgezeichnet. Dieser mit 1.000.000 Yen (rund 10.000 Euro) verbundene Preis wird im dreijährlichen Turnus an international renommierte Wissenschaftler der Fachrichtung Organische Chemie verliehen. Überreicht wurde die Ehrung auf der „Twelfth International Kyōto Conference on New Aspects of Organic Chemistry“ (IKCOC-12) in Kyōto. Für 2020 wurde ihm die Blaise-Pascal-Medaille zugesprochen.

## Forschungsschwerpunkte
- Biokatalyse
- Synthetische Organische Chemie
- Selektive Katalysatoren
- Chirale Liganden
- Homogene Katalyse und Komplexchemie
- Asymmetrische Katalyse

## Veröffentlichungen (Auswahl)
- mit Zhoutong Sun, Ge Qu: Enzyme engineering: selective catalysts for applications in biotechnology, organic chemistry, and life science. Wiley-VCH, Weinheim 2023, ISBN 978-3-527-35033-9.
- mit Ge Qu, Aitao Li, Carlos G. Acevedo-Rocha, Zhoutong Sun: Die zentrale Rolle der Methodenentwicklung in der gerichteten Evolution selektiver Enzyme. In: Angewandte Chemie. Band 132, Nr. 32, 2020, ISSN 1521-3757, S. 13304–13333, doi:10.1002/ange.201901491.
- Directed evolution of selective enzymes: catalysts for organic chemistry and biotechnology. Wiley-VCH, Weinheim 2017, ISBN 978-3-527-31660-1.
- Gerichtete Evolution stereoselektiver Enzyme: Eine ergiebige Katalysator-Quelle für asymmetrische Reaktionen. In: Angewandte Chemie. Band 123, Nr. 1, 2011, ISSN 1521-3757, S. 144–182, doi:10.1002/ange.201000826.